# Soilent Green
Soilent Green — американская грайндкор/сладж-метал группа, образованная в 1988 году в Чалметте/Метайри, пригороде Нового Орлеана, штат Луизиана.

## История
Группа изначально образовалась в 1988 году, в её составе были гитаристы Брайан Паттон и Донован Панч, а также барабанщик Томми Бакли, но потребовалось несколько лет, чтобы сформировать окончательный состав. (Ситуацию усложнило то, что в начале 90-х Паттон выступал с Eyehategod, что впоследствии сыграло свою роль в замедлении продуктивности Soilent Green.) Как бы то ни было, басист Скотт Уильямс присоединился к группе в 1992 году, а вокалист Луи Бенджамин Фалгуст II — годом позже. Этот состав выпустил свой первый альбом Pussysoul на лейбле Dwell Records в 1995 году. Последующие гастроли проходили с Pantera, Extreme Noise Terror и A.C.
Следующий релиз они совершили на лейбле Relapse Records, выпустив мини-альбом A String of Lies в 1998 году. В том же году на Relapse вышел их второй полноформатный альбом Sewn Mouth Secrets, который, даже в большей степени, чем A String of Lies, ознаменовал собой зрелый шаг группы вперёд. В частности, вокал Фалгуста звучал гораздо убедительнее. Примерно в это же время группу упомянули в числе «десяти самых важных хард- и хеви-групп современности». После гастролей в поддержку Sewn Mouth Secrets Паттон вернулся к работе с Eyehategod, а Фалгуст записал альбом с группой Goatwhore.
В 1999 году гитарист Панч неожиданно объявил о своём решении уйти из музыки, и на его место был приглашён Бен Стаут, один из коллег Фалгуста по группе Goatwhore. В этом новом составе в 2000 году был записан следующий альбом после Sewn Mouth Secrets, под названием A Deleted Symphony for the Beaten Down, который планировался к выпуску в 2001 году.
26 апреля 2004 года басист Скотт Уильямс был убит в результате убийства и самоубийства своим партнером. В сентябре 2005 года бывший вокалист Гленн Рэмбо погиб во время урагана Катрина.

## Характеристики
Название
Группа названа в честь научно-фантастического фильма 1970-х годов о скандальном заменителе пищи, изготовленном из мертвых людей, призванном спасти страну, пострадавшую от последствий глобального потепления.
Стиль
Музыкальный стиль Soilent Green характеризуется как смесь грайндкора, сладжа и сатерн-рока с примесью блюза. Изначально Rock Hard рассматривал группу как нечто среднее между Eyehategod, Crowbar и Anal Cunt с редкими заимствованиями из дэт-метала, но на следующем альбоме звучание группы сфокусировалось на грайндкоре, который группа соединила с влияниями сладжа и техничного дэт-метала, и ввела термин «sludgegrind» для альбома Soilent Green 2008 года. Михаэль Эделе из laut.de описал стиль группы как «противоречивую смесь хардкора, сладжа, грайндкора и сатерн-рока».
Альбомы группы 1990-х и начала 2000-х годов считаются законодателями моды в жанре грайндкора; статья журнала Rolling Stone назвала Soilent Green одной из «десяти самых важных хард и хеви групп» конца 1990-х годов.

## Наследие
В популярной культуре
В 2009 году группа Soilent Green появилась в первом эпизоде четвёртого сезона мультсериала «Осьминоги» на канале Adult Swim под названием «Lerm». Они исполнили заглавную музыкальную тему в стиле Кантри-панк/сладж.

## Дискография
Студийные альбомы
| Дата | Название                                          | Лейбл               |
| 1995 | Pussysoul                                         | Dwell Records       |
| 1998 | Sewn Mouth Secrets                                | Relapse Records     |
| 2001 | A Deleted Symphony for the Beaten Down            | Relapse Records     |
| 2005 | Confrontation                                     | Relapse Records     |
| 2008 | Inevitable Collapse in the Presence of Conviction | Metal Blade Records |

### EPs
| Дата | Название       | Лейбл           |
| 1998 | String of Lies | Relapse Records |